# Brezovica pri Gradinu
Brezovica pri Gradinu – wieś w Słowenii, w gminie miejskiej Koper. 1 stycznia 2018 liczyła 66 mieszkańców.